# Tastengitarre
Die Tastengitarre (veraltet Pianoforte-Guitarre, englisch keyed guitar, italienisch chitarra a pianoforte) ist eine von Anton Bachmann (1716–1800) in Berlin in den 1790er Jahren eingeführte Gitarre, deren Saiten durch Tasten über von unten schlagende Hämmer angeregt werden. Das Vorbild dieser Hammerkonstruktion war offenbar eine von dem Deutschen Christian Clauss (auch Christian Claus) 1783 in London konstruierte Tastencister mit dem Korpus einer Cister.
Pro Saite gibt es je einen zugehörigen Hammer und eine Taste. Im Normalfall sind also sechs Hämmer und Tasten vorhanden. Die Tasten befinden sich im unteren Bereich auf der Decke oder werden seitlich in eine Aussparung der Zarge eingeschoben.
Es sind verschiedene Konstruktionen bekannt, um die Tastenbewegung auf die Hämmer zu übertragen. Die einfachste Methode, die Saiten anzuschlagen, wird durch eine Kippbewegung erreicht, die durch das Herunterdrücken der Taste ausgelöst wird und zu einer Aufwärtsbewegung der parallel nebeneinander angeordneten Hämmer führt. Diese Mechanik zeichnet sich durch ihre einfache Konstruktion und das damit verbundene unproblematische Auswechseln der einzelnen Bauteile aus. Überdies ist eine solche Tastengitarre in jeder Lage bespielbar und wird nicht durch unterschiedliche Haltungen des Instrumentalisten beeinflusst.
Bei einer sehr komplizierten Variante werden mehrere Stangen, die einer Saite zugeordnet sind, durch die Tastenbetätigung in Drehung versetzt. Dabei findet ein Seilzug Verwendung und die Hammerteile sind schwimmend  gelagert. Dies hat zur Folge, dass die Gitarre nicht in jeder Lage bespielt werden kann.
Es gibt sowohl E-Gitarren als auch Akustikgitarren mit Hammerkonstruktionen. Auf eine für E-Gitarren geeignete Tastenmechanik erhielt William Schmitz 1991 ein Patent.
Vergleichbare Experimente, um Saiteninstrumente mit einem Hammermechanismus auszustatten, waren im 18. und 19. Jahrhundert die Klavierharfe (eine Harfe mit Klaviatur) und die Orphica (eine Kastenzither mit Klaviatur). Zu den nicht mit den Cistern zu verwechselnden Tastenzithern gehören die in Deutschland in den 1920er Jahren patentierte Akkordolia und die in Nordindien bis heute gespielte Bulbultarang.